# Berberis borealisinensis
Berberis borealisinensis là một loài thực vật có hoa trong họ Hoàng mộc. Loài này được Nakai mô tả khoa học đầu tiên năm 1939.